# Gyūdon

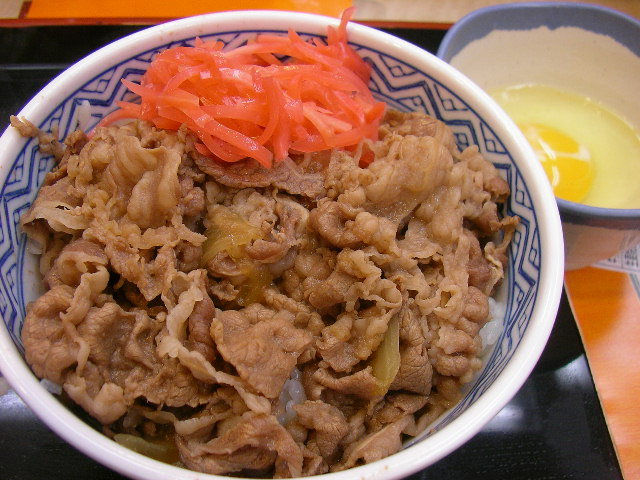
Gyūdon

Gyūdon (jap. 牛丼) ist ein sehr beliebtes Essen in Japan, das aus einer Schüssel Reis, gekochtem Rindfleisch und Zwiebeln in einer milden süßen Sauce besteht. Diese Sauce wird mit Sojasauce und dem Reiswein Mirin gewürzt. Das Gericht wird häufig mit eingelegtem Ingwer und Misosuppe serviert.
Der Name entstand aus gyū („Rind“, als Abkürzung für gyūniku = Rindfleisch) und don als Abkürzung für donburi, die Bezeichnung für eine große Schüssel Reis mit Gemüse, Fleisch oder ähnlichem.
Gyūdon wird in vielen japanischen Gaststätten angeboten. Einige Schnellimbissketten haben sich auf dieses Gericht spezialisiert. Die größte dieser Ketten in Japan ist Yoshinoya. Gyūdon ist auch in vielen chinesischen Städten, wie beispielsweise Guangzhou, zu finden. Die größte hierauf spezialisierte Kette in China ist Kung Fu.
Am 11. Februar 2004 mussten Yoshinoya und die meisten Konkurrenten die Verkäufe von Gyūdon aufgrund der BSE-Krise und des darauf folgenden Importverbots von amerikanischem Rindfleisch einstellen. Im September 2006 wurde das Importverbot aufgehoben. Bis dahin hatte Yoshinoya ein ähnliches Gericht aus Schweinefleisch verkauft (豚丼, Butadon).

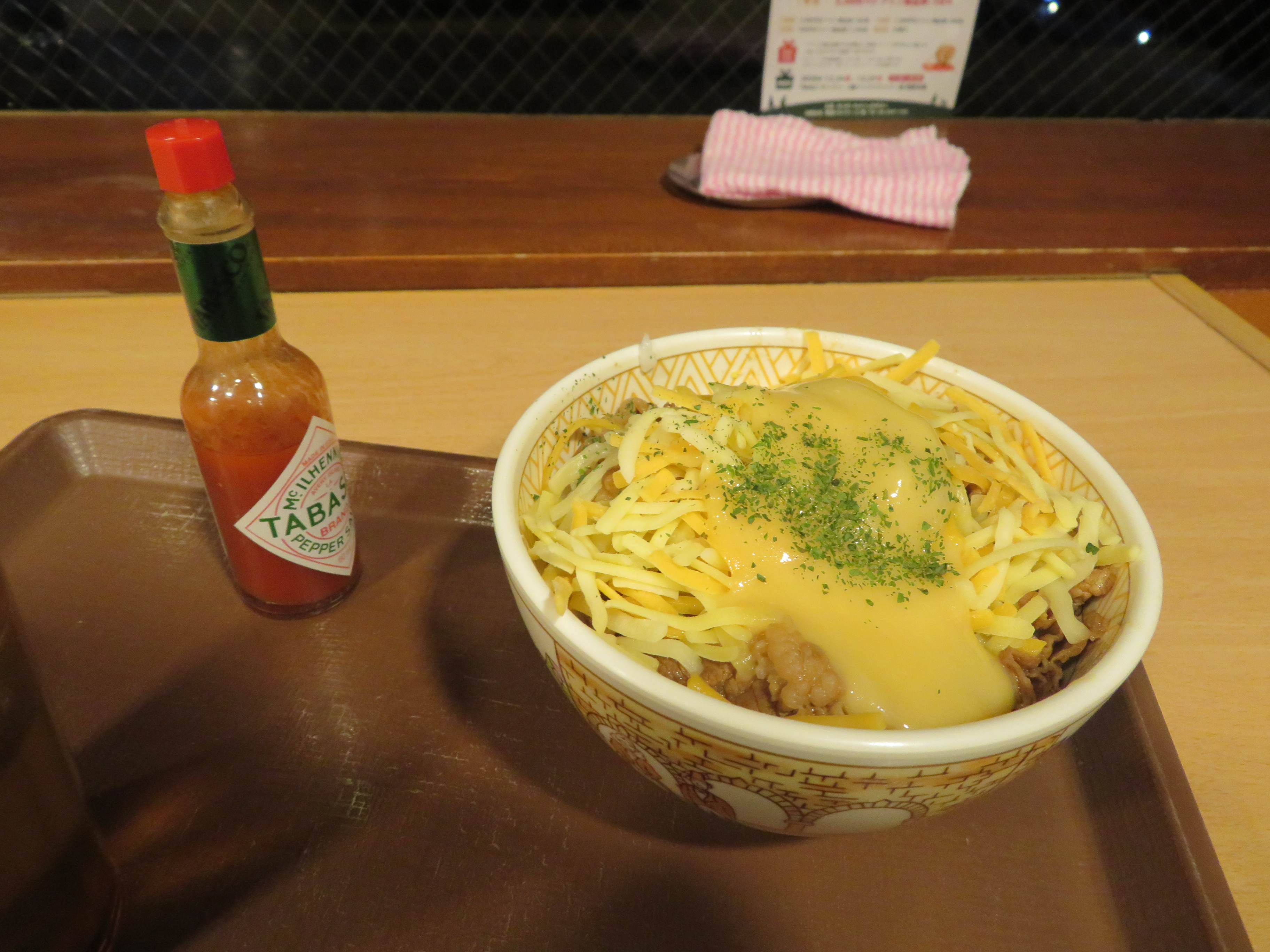
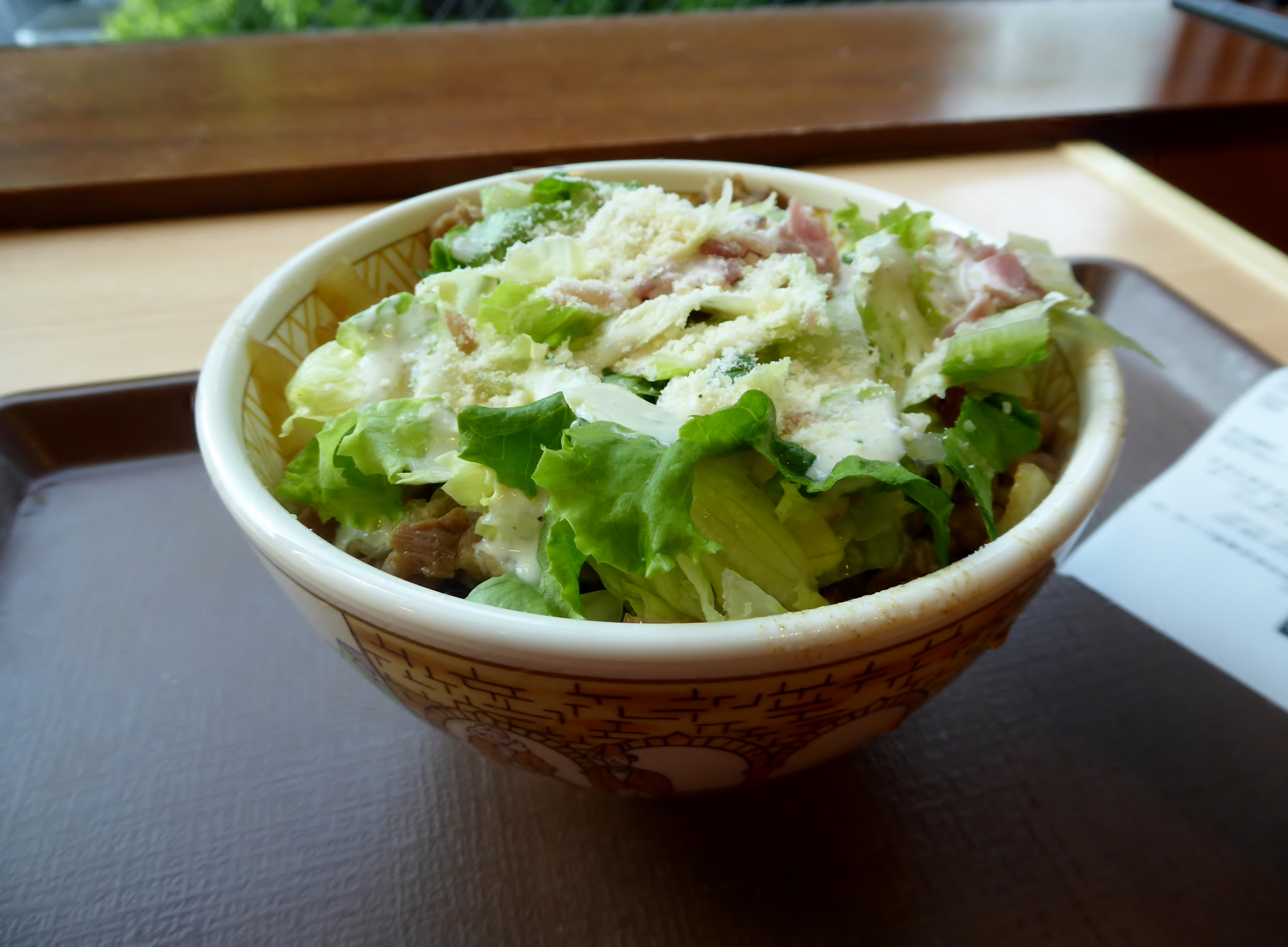
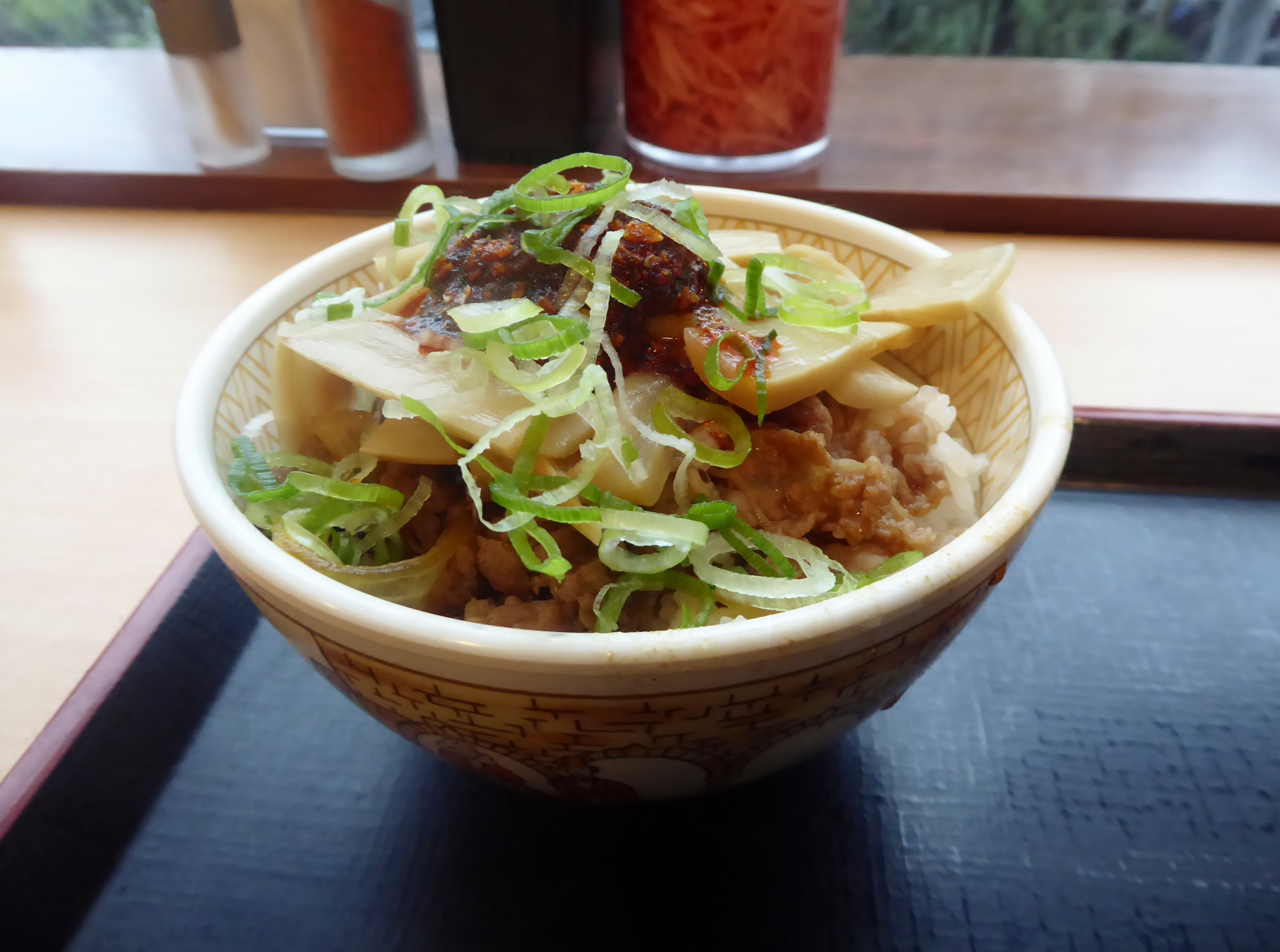
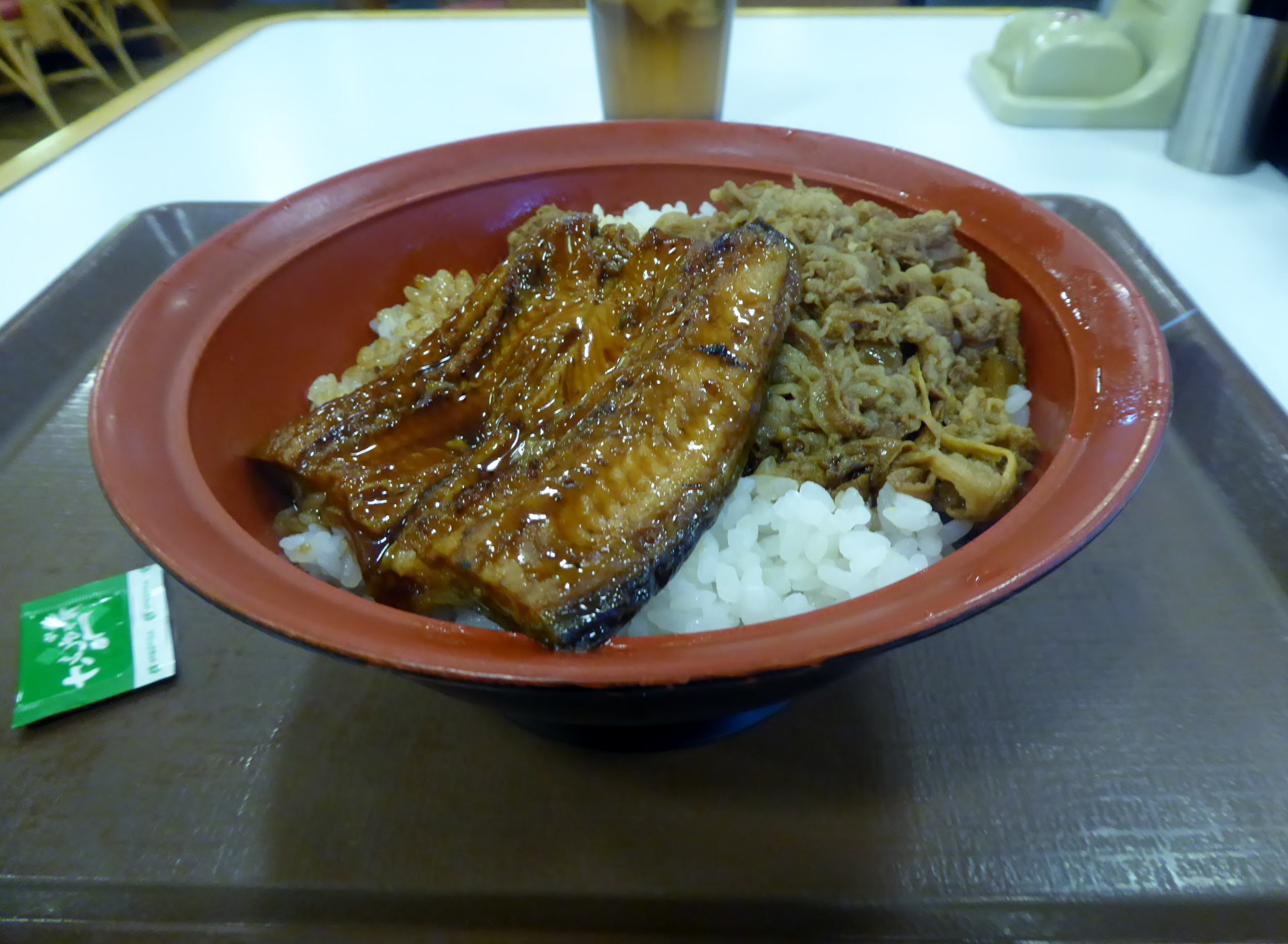
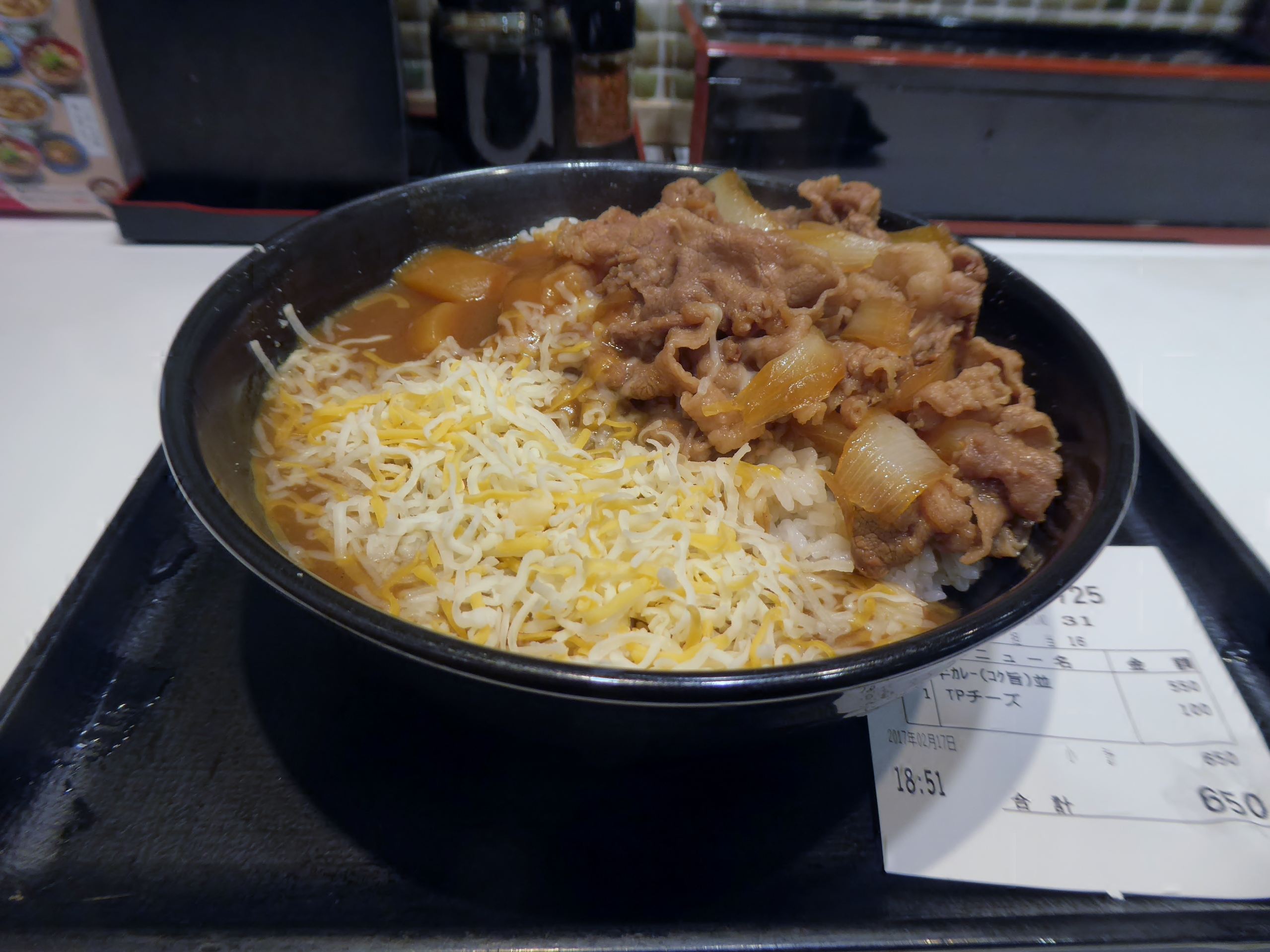
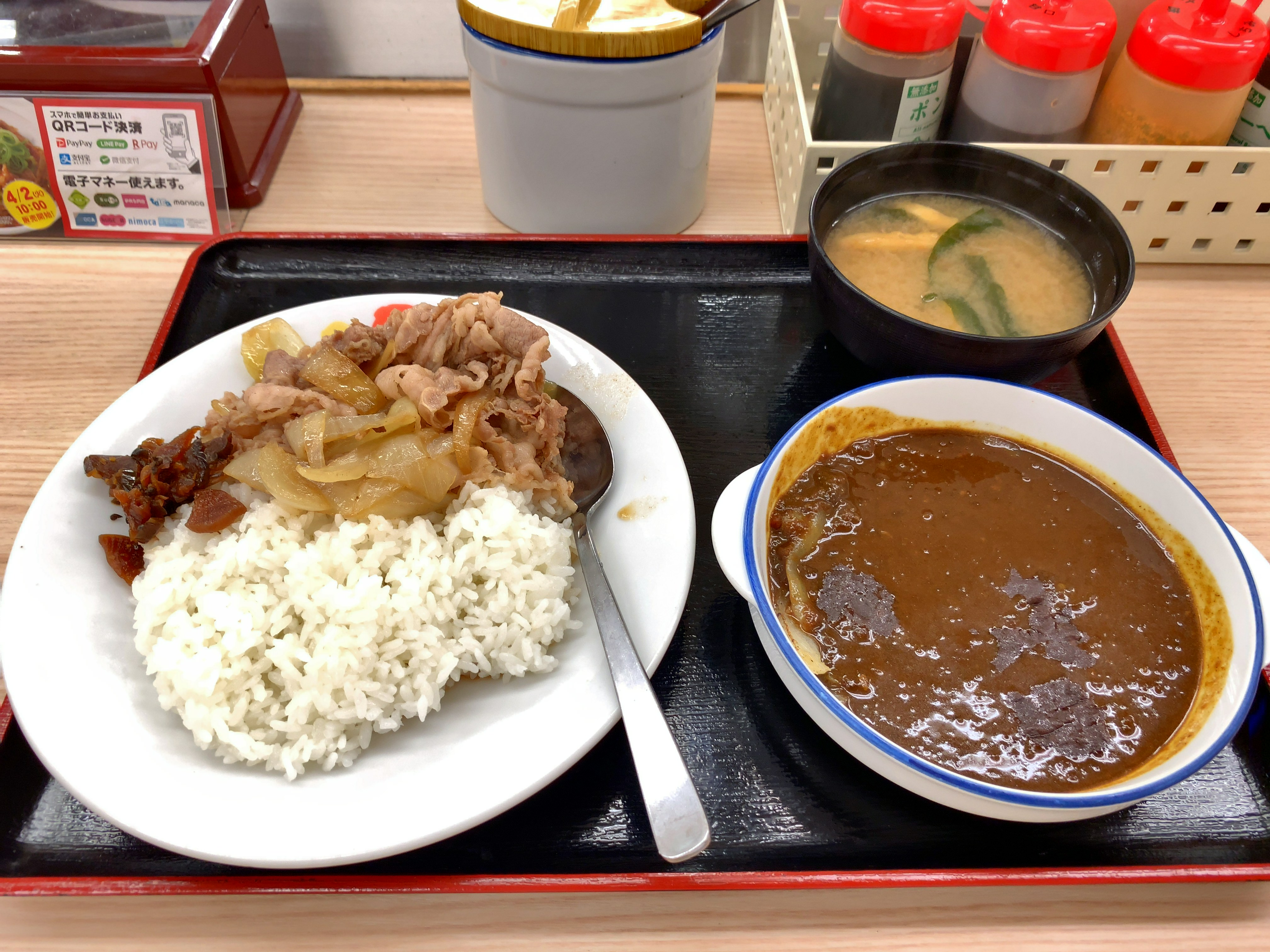